# Mirna (Hrvaška)
Mirna (italijansko Fiume Quieto) je reka v Istri na Hrvaškem. Izvira v Kotlih pri istrskem mestecu Hum, dolga je 53 km, južno od Novigrada pa se izliva v Jadransko morje v Tarskem zalivu (hrv. Tarska vala ali širše Luka Mirna). Teče mimo mest oz. naselij, ki so razpostavljena na obronkih doline reke Mirne: Buzet, Motovun, Oprtalj, Grožnjan. Pri Istarskih toplicah poteka skozi vijugasto sotesko. Njen najlepši del je v Motovunskem gozdu (Motovunska šuma) s središčem v naselju Livade. V njeni okolici uspeva hrast »medunac« pod katerim uspevajo tartufi. Med pritoki Mirne je vreden omembe levi pritok - potok Butoniga, na katerem je jez z istoimensko akumulacijo - umetnim jezerom Butoniga.